# Mamberamo
Le Mamberamo est un fleuve de Nouvelle-Guinée dans la province indonésienne  de Papouasie. Il se jette dans l'océan Pacifique à la pointe nord du cap d'Urville (Tanjung D'Urville).
La vallée du Mamberamo abrite une grande biodiversité. Dans les années 1990, gouvernement indonésien projetait la construction d'un grand barrage hydroélectrique sur le Mamberamo qui aurait inondé toute la région. Ce projet a été mis au placard à la suite de la crise de 1997, mais on craint qu'il ne soit remis sur la table un jour.
En 1545, le navigateur espagnol Yñigo Ortiz de Retez navigue le long de la côte nord de la Nouvelle-Guinée. Arrivant à l'embouchure du Mamberamo, il proclame le territoire propriété de la couronne d'Espagne, le baptisant Nueva Guinea. 